# Scarus zelindae
Scarus zelindae és una espècie de peix de la família dels escàrids i de l'ordre dels perciformes.

## Morfologia
Els mascles poden assolir els 33,2 cm de longitud total.

## Distribució geogràfica
És un endèmic del Brasil.